# Jean-François André (biker)
Jean-François André, né le 23 juin 1961 à Bourg-de-Péage dans le département de la Drôme est un biker français, président du moto-club MC Drôme, mort assassiné le 6 août 2003 à Anneyron dans le département de la Drôme. Ses assassins n'ont jamais été identifiés.

## Biographie
Jean-François André, issu d'un milieu modeste, fils de Marcel André, naît le 23 juin 1961 à Bourg-de-Péage dans le département de la Drôme. Il a une sœur prénommée Jocelyne et est le père d'une fille, Jennifer, née en 1985. Son surnom La Pie vient de son éternel habillement noir et blanc.
Jean-François André développe une passion pour la moto dès son enfance. A quatorze ans, il possède son tout premier deux-roues, une mobylette. 
En 1985, Jean-François André crée le bar nommé le RN7, près de la Route nationale 7 dans le hameau du Creux de la Thine dans le département de la Drôme grâce au fruit d'un héritage et y inaugure son moto-club, le MC Drôme dont il est le président. La Pie organise plusieurs concentrations de motos rendant le bar et le moto-club populaires dans le monde des bikers de la région, de France et d'Europe, sur un axe routier fréquenté.

### Mort
Jean-François André est assassiné par balles lorsqu'il arrive à son domicile d'Anneyron le soir du 6 août 2003, alors que lui ont été octroyées officiellement onze jours plus tôt, à Manchester au Royaume-Uni, les couleurs des Outlaws, moto-club concurrent de celui des Hells Angels, pour la création du premier chapitre en France de ce moto-club en 2003. Son assassinat est le point de départ de l'affaire criminelle Jean-François André.
Les obsèques de Jean-François André se déroulent à l'église de Quintenas en présence de plus de 2 000 motards venus de toute l'Europe. Son cercueil est porté par des bikers de quatre nationalités différentes, signe d'un hommage réservé à un chef. La Pie repose dans le caveau de la famille André au cimetière de la commune.